# 인천논현경찰서
인천논현경찰서(仁川論峴警察署, Incheon Nonhyeon Police Station)는 인천광역시경찰청이 관할하는 경찰서 중 하나이다.
인천광역시 남동구 일부의 치안을 담당한다. 
2017년 9월 22일에 인천남동경찰서에서 분리하여 업무를 시작하였다.
현재 서장은 이종철 총경이다.

## 조직
| - 청문감사인권관실 - 경무과 - 범죄예방대응과 | - 여성청소년과 - 수사과 - 형사과 | - 교통과 - 경비안보과 |

## 관할 지구대 및 파출소
인천논현경찰서는 3개 지구대와 1개 파출소를 산하에 두고 있다.
| 명칭            | 주소                         | 관할구역                                      | 전화번호     |
| --------------- | ---------------------------- | --------------------------------------------- | ------------ |
| 만월 지구대     | 장승남로47번길 7 (만수동)    | - 만수1·6동 - 남촌도림동 일부                 | 032-454-9701 |
| 논현 지구대     | 앵고개로 797 (논현동)        | - 논현1동, 논현2동 - 논현고잔동 일부          | 032-454-9702 |
| 서창 지구대     | 독곡로 30 (서창동)           | - 장수서창동                                  | 032-454-9706 |
| 남동산단 파출소 | 남동대로239번길 112 (논현동) | - 남촌도림동 일부 - 논현동 및 논현고잔동 일부 | 032-454-9705 |

## 같이 보기
- 인천광역시경찰청

## 사진

인천논현경찰서 청사
인천논현경찰서 청사
인천논현경찰서
종합민원실